# Anne Shirley (szereplő)
Anne Shirley Lucy Maud Montgomery kanadai írónő Anne Shirley kalandjai (más címekkel Anna a Zöld Oromból, illetve Anna) regénysorozatának címszereplője és főszereplője, akit először 1908-ban ismerhetett meg az olvasó. A történet szerint Anne egy tizenegy éves árva, akit egy fiúra számító, a kanadai Prince Edward-szigeten élő család örökbe fogad. A szereplőt Evelyn Nesbit, a 20. század első évtizedének legismertebb modellje inspirálta, akinek képét Montgomery egy újságból kivágta és megőrizte.
Montgomery 1905-ben írta meg a később nyolckötetesre duzzadt regénysorozat első kötetét. Elküldte több kiadónak, azonban visszautasították. Az írónő kedve elment a próbálkozásoktól, ezért egy ideig félrerakta művét. Pár hónappal később azonban egy-két dolgot megváltoztatott benne és újból elküldte több kiadónak. A Page Company kiadta, és a könyv akkora sikert aratott, hogy Montgomery a kiadó kérésére folytatta Anne történetét. Az írónő a világ számos pontjáról kapott leveleket, különböző korú és nemű olvasóktól, más híres íróktól (Mark Twain is dicsérte a művet). Összesen nyolc könyve született Anne életéről, családjáról. Az utolsót 1939-ben adták ki.

## Történet
Anne otthonra talál
A tizenegy éves árva Anne egy véletlen során egy idős testvérpárhoz kerül Avonlea városába. Marilla és Matthew Cuthbert ugyan fiút várt, de végül befogadják és megszeretik. A folyton izgága, a képzelet világában élő Anne mindig hatalmas kalamajkát okoz legjobb barátnőjével, Diana Barryvel. Az iskolát kitűnő eredménnyel végzi, állandó riválisa a tanulásban Gilbert Blythe, aki titkon szerelmes Anne-be. Anne a könyv végén főiskolára megy.
Anne az élet iskolájában
Anne a főiskola elvégzése után Avonlea-ban kezd tanítani, de két év után egyetemre megy.
Anne válaszúton
Anne elvégzi az egyetemet, közben válaszút elé kerül: elfogadja-e Mr. Gardner, a jómódú, ám üresfejű fiatalember házassági ajánlatát, vagy a hűséges gyerekkori baráttal, a szerelmesen és kitartóan várakozó Gilbert Blythe-tal folytassa életét. Végül eljegyzik egymást Gilberttel.
Anne új vizekre evez
Az egyetem elvégzése után egy jó hírű leányiskolában kap angol tanári állást. A sznob és gazdag világ idegen Anne-től, de kitartó munkával eléri, hogy befogadják.
Anne férjhez megy
Anne és Gilbert összeházasodnak, és letelepednek. Első kislányuk, Joyce újszülöttként meghal, de születik utána egy fiuk, James.
Anne családja körében
Ebben a könyvben már Anne gyermekeire kezd áttevődni a hangsúly. James, Walter, Nan és Di (ikrek), Shirley és Rilla hasonló kalamajkákba keverednek, mint anyjuk gyerekkorában.
Anne és a Szivárvány-völgy
Ebben a könyvben Anne gyermekei, illetve a helyi özvegy lelkész gyermekei a főszereplők.
Anne gyermekei a háborúban
Anne gyermekei már felnőttek, a fiúk elmennek az első világháborúba, ahol Anne egyik fia, Walter meg is hal. A könyv főleg a legkisebb lány, Bertha Marilla (Rilla) életét, felnövekedését mutatja be.

## A könyvek
Az Anne-sorozat köteteit nem időrendben írta, hanem ebben a sorrendben:
- Anne otthonra talál (Anne of Green Gables, 1908)
- Anne az élet iskolájában (Anne of Avonlea, 1909)
- Anne válaszúton (Anne of the Island, 1915)
- Anne férjhez megy (Anne's House of Dreams, 1917)
- Anne és a Szivárvány-völgy (Rainbow Valley, 1919)
- Anne gyermekei a háborúban (Rilla of Ingleside, 1921)
- Anne új vizekre evez (Anne of Windy Poplars, 1936)
- Anne családja körében (Anne of Ingleside, 1939)

### Magyarul
- Anne otthonra talál; ford. Szűr-Szabó Katalin, Európa, Bp., 1992
- Anne az élet iskolájában; ford. Szűr-Szabó Katalin; Európa, Bp., 1993
- Anne válaszúton; ford. Szűr-Szabó Katalin; Európa, Bp., 1994
- Anne férjhez megy; ford. Szűr-Szabó Katalin; Európa, Bp., 1996
- Anne és a Szivárvány-völgy; ford. Szűr-Szabó Katalin; Európa, Bp., 1997
- Anne gyermekei a háborúban; ford. Szűr-Szabó Katalin; Európa, Bp., 1998
- Anne új vizekre evez; ford. Szűr-Szabó Katalin; Európa, Bp., 1995
- Anne családja körében; ford. Szűr-Szabó Katalin; Európa, Bp., 1997

## A filmek
Anne történetéből több film is készült, a leghíresebb a magyarul is bemutatott filmsorozat, Megan Follows főszereplésével, ebben azonban a történet (különösen a későbbi részekben) eltér a könyvekben leírttól.
Az 1934-ben bemutatott film főszereplője később művésznévként is megtartotta az Anne Shirley nevet.
- Anne of Green Gables (1919) amerikai film (Mary Miles Minter) (a film elveszett)
- Anne of Green Gables (1934) amerikai film (Dawn Evelyeen Paris aka Anne Shirley)
- Anne of Green Gables (1952) tévésorozat (Carole Lorimer)
- Anne of Green Gables (1956) kanadai tévéfilm (Toby Tarnow)
- Anne of Green Gables (1972) brit tévés minisorozat (Kim Braden)
- Akage no An (1979) japán animációs tévésorozat
- Anne of Green Gables (1985) kanadai–amerikai–nyugatnémet tévéfilm (Megan Follows)
- Anne of Green Gables – The Sequel (1987) kanadai–amerikai–brit tévéfilm (Megan Follows)
- Anne of Green Gables – The Continuing Story (2000) kanadai filmdráma (Megan Follows)
- Anne of Green Gables – A New Beginning  (2008) kanadai filmdráma (Barbara Hershey)